# 쓰키노와역
쓰키노와역(일본어: つきのわ駅, つきのわえき)은 일본 사이타마현 히키군 나메가와정에 있는 도부 철도 도조 본선 역이다. 역 번호는 TJ 31이다.

## 역사
- 2002년 3월 26일: 영업 개시.
- 2010년 1월 20일: 발차 멜로디 도입.

## 역 구조
상대식 승강장 2면 2선의 지상역에서 교상 역사를 갖는다. 북문과 남문, 개찰 층을 각각 연결하는 엘리베이터가 설치되어 있다. 화장실은 개찰 내 대합실에 있는 다기능 화장실을 병설하고 있다.

### 승강장
| 번호 | 노선    | 방향 | 행선 |
| ---- | ------- | ---- | --- |
| 1    | 도조 선 | 하행 | 오가와마치・요리이 방면 |
| 2    | 도조 선 | 상행 | 사카도・가와고에・와코시・이케부쿠로 방면 유라쿠초 선 신키바・ 도쿄 지하철 후쿠토신 선 시부야・ 도큐 도요코 선 요코하마・ 미나토미라이 선 모토마치·주카가이 방면 |

- 플랫폼 상에서는 위와 같이 안내되고 있지만 당역부터 요리이 역까지 직통하는 열차의 설정은 없다. 도부 다케자와 역에서의 요리이 방면은 오가와마치 역에서 환승이 필요하다.

## 역 주변
역 주변은 도부 철도가 분양 주택지 "후란사"를 중심으로 택지 조성이 잇따르고 있다. 그것에 맞추어 점포 등도 점차 증가하고 있다.

### 기타구치
- 사이타마 현립 나메가와 종합 고등학교
- 나메가와 정립 쓰키노와 초등학교
- 나메가와 쓰키노와 간이 우체국
- 세븐 일레븐 쓰키노와에키키타점

### 미나미구치
- 국도 제254호선 가라코 바이패스
- 야오코 쓰키노와 역점
- 시마무라 쓰키노와점
- 로손 히가시마쓰야마 우회점
- 나메가와 배팅 센터

## 사진

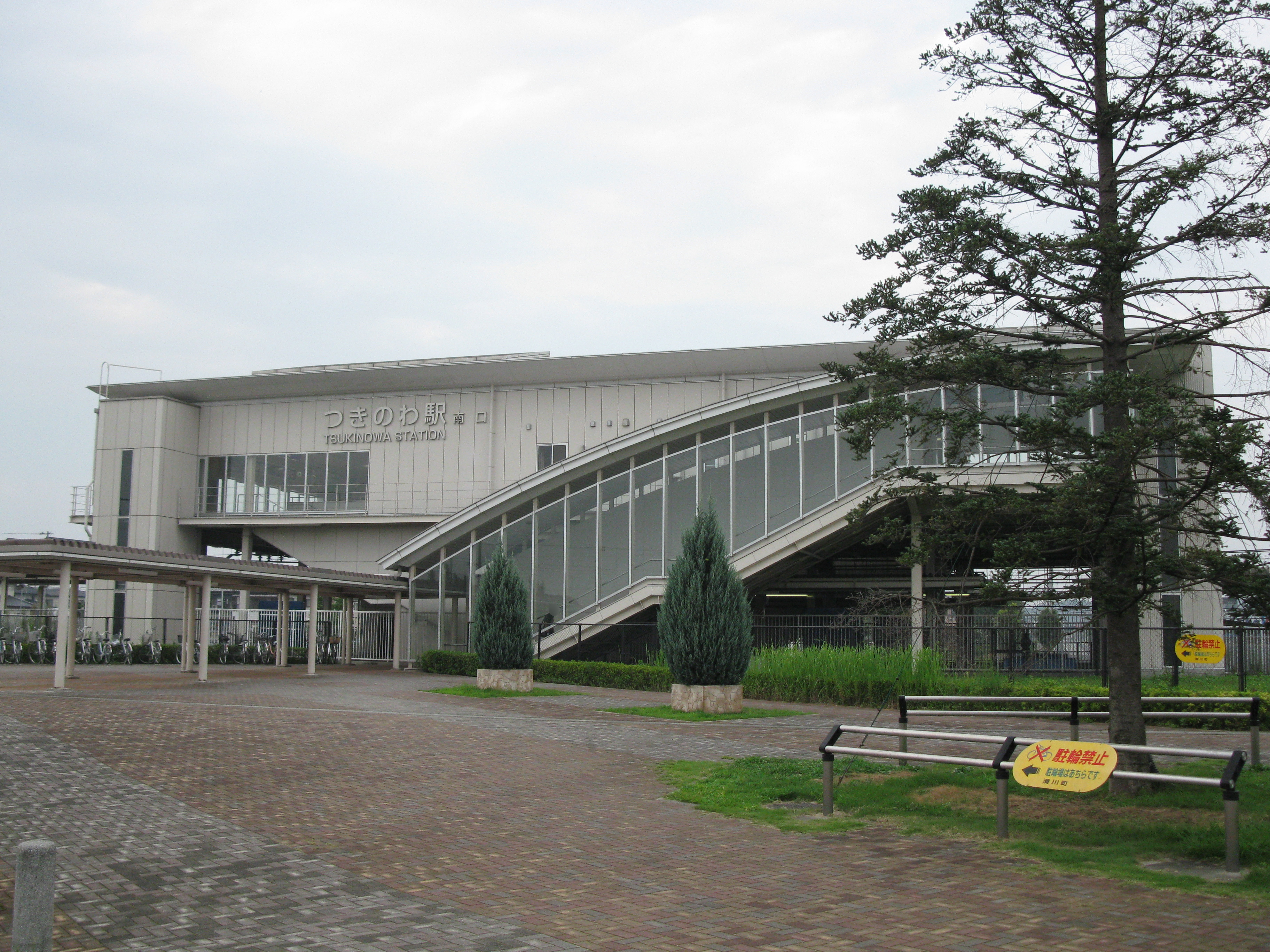
남쪽 출입구
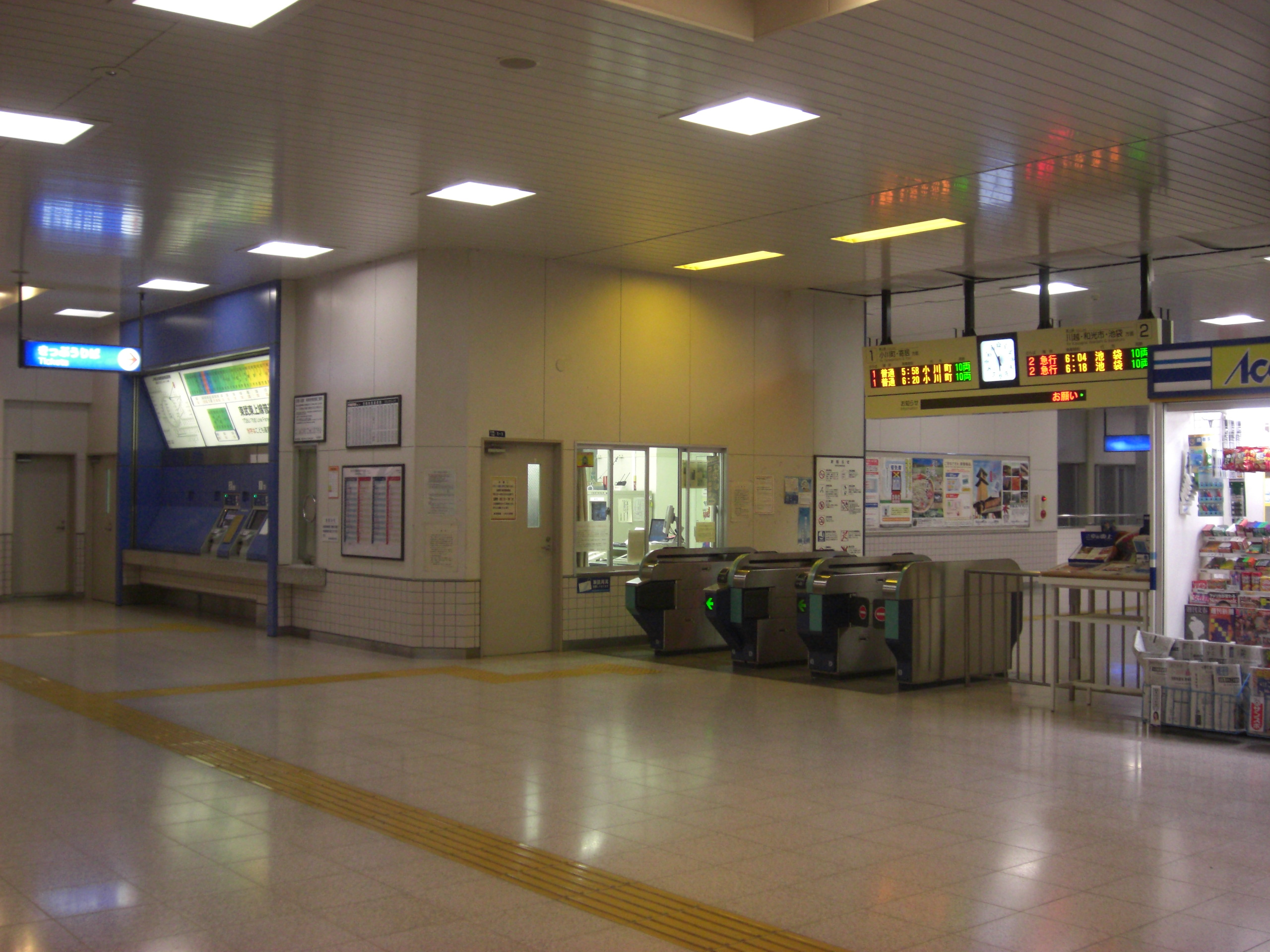
개찰구

## 인접역
| 도부 철도 도조 본선            | 도부 철도 도조 본선                                | 도부 철도 도조 본선          |
| ------------------------------ | -------------------------------------------------- | ---------------------------- |
| TJ 30 신린코엔 이케부쿠로 방면 | ■ TJ 라이너 ■ 쾌속급행 ■ 쾌속 ■ 급행 ■ 준급 □ 보통 | 무사시란잔 TJ 32 요리이 방면 |